# Petrobia tribulus
Petrobia tribulus är en spindeldjursart som beskrevs av Mohammad Nazeer Chaudhri 1972. Petrobia tribulus ingår i släktet Petrobia och familjen Tetranychidae. Inga underarter finns listade i Catalogue of Life.